# MSA
MSA (аббревиатура от Measurement System Analysis, анализ измерительных систем (ИС)) — это метод, призванный дать заключение относительно приемлемости используемой измерительной системы через количественное выражение её характеристик. Под измерительными системами понимаются совокупность приборов, стандартов, операций, методов, персонала, компьютерных программ, окружающей среды, используемых для придания количественных значений измеряемым величинам. Задачей ИС является получение данных, анализ которых применяется для принятия управленческих решений в отношении продукции или процессов.
Измерительная система состоит из:
- измеряемой детали;
- измерительного прибора;
- сотрудника (оператора прибора);
- стандарта / эталона (то, с чем сравниваются показания прибора);
- условий окружающей среды, в которых функционирует прибор (влажность, давление, температура);
- процедуры измерения.

MSA имеет широкое распространение в СМК автомобильной промышленности и является одним из основных обязательных к использованию методик при внедрении требований стандарта ISO/TS 16949.
Так же, как и производственные процессы, процессы снятия измерений могут иметь вариации, что впоследствии может привести к дефектам. Анализ измерительных систем оценивает метод испытаний, измерительные приборы, а также весь процесс получения измерений для обеспечения целостности данных, используемых для анализа (как правило, анализа качества), и, чтобы понять последствия ошибок измерения для решений, принятых о продукте или процессе. MSA является важным элементом методологии 6 Сигма и других систем менеджмента качества.

## Назначение MSA
Анализ измерительных систем используется для минимизации риска того, что несоответствие элементов измерительной системы приведёт к ложным решениям при контроле продукции и к излишнему регулированию процесса.

## Цель MSA
Целью анализа измерительных систем является обеспечение достоверности измерений посредством подтверждения её пригодности.

## Задачи MSA
Анализ измерительных систем решает следующие задачи:
- Выбор правильного вида измерения и подхода;
- Оценка измерительного прибора;
- Оценка процедур и операторов;
- Оценка любого взаимодействий измерений;
- Расчет погрешности измерения отдельных устройств измерения и / или измерительных систем.

Общие инструменты и методы анализа измерительных систем включают в себя: исследования калибровки, дисперсионный анализ ANOVA (от англ. ANalysis Of VAriance),  изучение элементов измерительных устройств, R & R измерительных устройств, дисперсионный анализ R & R измерительных устройств, анализ разрушающего тестирование и др. Выбор инструментов обычно обусловлен характеристиками измерительной системы.

## Факторы, влияющие на измерительные системы
Факторами, оказывающими влияние на измерительные системы могут быть:
- Оборудование: измерительный прибор, калибровка, приспособления и т.д.;
- Человеческий фактор: операторы, обученность, образование, умения, внимательность;
- Процессы: метод испытаний, спецификации;
- Образцы: материалов, изделий, подлежащих испытаниям, план отбора, подготовки проб и т.д.;
- Окружающая среда: температура, влажность, степень проветриваемости помещения;
- Управление: учебные программы, системы метрологии , поддержка людей, поддержка системы менеджмента качества и т.д.

Целесообразно использовать диаграмму Ишикавы для определения потенциальных причин вариации в измерениях.

## Результат MSA
Результатом анализа измерительных систем является определение следующих её характеристик:
- сходимость;
- линейность;
- повторяемость и воспроизводимость;
- смещение;
- стабильность;
- точность и плавность;
- погрешность измерения.